# Curanilahue
Curanilahue (del mapudungun: kurangilawe, que significa "vado pedregoso") es una ciudad y comuna chilena ubicada en la provincia de Arauco, en la Región del Biobío. Su nombre refleja las características geográficas del entorno, marcado por la presencia de ríos y terrenos pedregosos. Se encuentra a 93 kilómetros al sur de Concepción, la capital regional.
La comuna es reconocida por su importancia en la industria minera y forestal, además de su profundo vínculo con la cultura mapuche, siendo el río Curanilahue una parte integral de su identidad local.
Actualmente, la comuna es dirigida por el alcalde Luis Gengnagel (UDI), quien concluirá su mandato el 6 de diciembre de 2028, sin posibilidad de reelección, ya habrá cumplido su tercer mandato.

## Toponimia
El nombre Curanilahue proviene del mapudungun kurangilawe, compuesto por las palabras kurangi (‘piedra’ o ‘roca’) y lawe (‘vado’ o ‘lugar para cruzar un río’), lo que se traduce como "vado pedregoso". Esta denominación refleja las características geográficas del territorio, atravesado por el río Curanilahue, cuya zona era utilizada históricamente como punto de cruce por su lecho rocoso.
El término kurangilawe también destaca la influencia del pueblo mapuche en la región, tanto en su cultura como en su lenguaje, preservado en numerosos topónimos del sur de Chile. Desde tiempos prehispánicos, este entorno natural fue esencial para la movilidad y asentamiento de comunidades indígenas, consolidándose como un elemento clave en la identidad histórica y cultural de la comuna

## Historia

### Origen como asentamiento minero

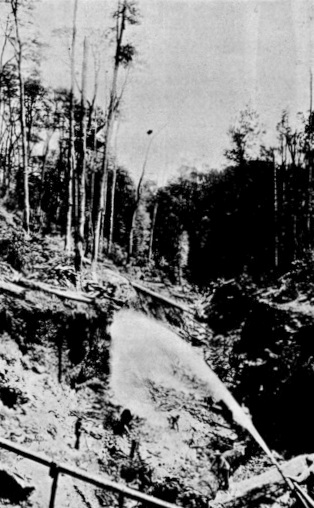
Lavadero aurífero de Tucapel, en 1903.

En el decreto del 4 de marzo de 1881, firmado por el presidente Aníbal Pinto y su ministro del Interior Melquíades Valderrama, se creó la Subdelegación N.º 7: Lavaderos de Tucapel, en el departamento de Lebu, delimitada por el río Curanilahue al norte, la cordillera de Nahuelbuta al oriente, el estero Hueramávida al sur y el camino de Los Ríos de Arauco a Cañete al poniente. Esta subdelegación es considerada el antecedente directo de la comuna. 
En 1887, el departamento de Lebu se dividió en Lebu y Cañete, y para entonces, los principales asentamientos de la subdelegación eran Tucapel y Curanilahue.
La ley en cuestión, señalaba en su artículo 1:

"Establécese una nueva provincia con el nombre de provincia de Arauco, que comprenderá en su demarcación los territorios indígenas situados al sur del río Bio-Bío y al norte de la provincia de Valdivia, y los departamentos o subdelegaciones de las provincias limítrofes, que, a juicio del presidente de la República, conviene agregar por ahora".

#### Fundación de la Provincia de Arauco
La historia política de la comuna está estrechamente vinculada con la creación de la provincia de Arauco, establecida oficialmente el 2 de julio de 1852. Esta provincia comprendía los territorios indígenas ubicados al sur del río Biobío y al norte del río Toltén, zonas habitadas principalmente por pueblos mapuches. Según la ley promulgada en ese momento, la nueva provincia se dividiría en dos secciones: una tendría como capital el pueblo de Nacimiento y la otra, Arauco. La provincia de Arauco se consolidó con el nombramiento de su primer intendente, Francisco Bascuñán Guerrero.
A lo largo de los años, la provincia sufrió varios cambios administrativos. En 1854, 1862, 1869 y 1875 se reorganizaron sus territorios, con la creación de nuevos departamentos. Un cambio importante ocurrió en 1875, cuando la provincia de Biobío se separó de Arauco, dejando a esta última con los departamentos de Arauco, Lebu, Cañete e Imperial. Los territorios en los que posteriormente surgiría Curanilahue formaban parte del departamento de Lebu, específicamente dentro de los distritos de Lebu 1, Lebu 2, Antilhue, Trancalco, Cupaño y Los Ríos. Dentro de este último, Curanilahue se encontraba en los distritos de Curuhuillín y Pilpilco, los cuales también comprendían otras áreas cercanas.

### Creación de la comuna
El 4 de marzo de 1881, el presidente Aníbal Pinto firmó un decreto que creó en el departamento de Lebu una nueva subdelegación denominada Lavaderos de Tucapel. Esta subdelegación abarcaba un territorio delimitado al norte por el río Curanilahue, al oriente por la cordillera de Nahuelbuta, al sur por el estero de Hueramávida y el camino público que unía Lebu con Cañete, y al poniente por el camino que conectaba Los Ríos de Arauco con Cañete. Con este decreto, se reconoció oficialmente el área que más tarde sería fundamental en la formación de la comuna de Curanilahue, pues el territorio de esta nueva subdelegación constituiría la base de la comuna que se crearía en 1913.
En 1887, el departamento de Lebu se dividió en Lebu y Cañete, y dentro de la subdelegación de Lavaderos de Tucapel emergieron dos importantes centros poblados: Tucapel y Curanilahue, los cuales continuarían desarrollándose como núcleos poblacionales en la región.
El decreto respectivo es el siguiente:

Decreto 2.616 crea Comuna de Curanilahue

№ 2.616- Santiago, 23 de mayo de 1913- Vistos los antecedentes, i teniendo presente lo informado por el Intendente de Arauco i por el Inspector Jeneral de Jeografía i Minas de la Dirección de Obras Públicas, i oido el Consejo de Estado.
Decreto:

Créase una nueva comuna en el territorio de la 7ª subdelegación Curanilahue del departamento de Lebu, que se denominará Curanilahue i cuyo asiento será el pueblo de ese nombre. 
Dicha Comuna tendrá los siguientes límites:

Al norte, la comuna de Carampangue Al sur, la comuna de Cañete Al poniente, la comuna de Los Alamos Al oriente, la comuna de Nahuelbuta, que divide los departamentos de Angol i Nacimiento de las provincias de Malleco y Bio Bio, respectivamente.

Tómese razón, comuníquese, publíquese e insértese en el Boletín de las leyes i Decretos del Gobierno.

- Barros Luco.

- Guillermo Barros.

#### Proceso hacia la creación de la comuna
A principios del siglo XX, la comuna de Curanilahue comenzó a adquirir mayor relevancia debido a su contribución económica significativa a la región, en particular por la explotación minera del carbón. Sin embargo, a pesar de su importancia económica, la zona sufría de un notable abandono administrativo por parte de la comuna de Lebu, lo que generó una creciente demanda local para la creación de una comuna independiente. Las autoridades locales, entre ellas los mineros y trabajadores, comenzaron a abogar por la creación de una nueva entidad administrativa que pudiera gestionar de manera más eficaz los recursos y necesidades del sector.
Después de intensas negociaciones y discusiones, finalmente el 23 de mayo de 1913, durante la presidencia de Ramón Barros Luco, se promulgó el Decreto N.º 2.616, el cual estableció la Comuna de Curanilahue. La comuna abarcó el territorio correspondiente a la séptima subdelegación de Lavaderos de Tucapel, y se establecieron sus límites como sigue:
- Al norte: La comuna de Arauco.
- Al sur: La comuna de Cañete.
- Al poniente: La comuna de Los Álamos.
- Al oriente: La comuna de Nahuelbuta, que limita entre las provincias de Malleco y Biobío.

Con esta reforma administrativa, Curanilahue pasó a formar parte de la provincia de Concepción, integrada en el departamento de Coronel junto a las comunas de Lota, Santa Juana y Arauco. Como consecuencia de esta reforma, la provincia de Arauco desapareció por un tiempo, después de 77 años de existencia.

#### Restauración de la Provincia de Arauco y la regionalización
En 1934, la Ley N.º 5.401 restauró la provincia de Arauco, reagrupando los departamentos de Arauco, Lebu y Cañete, y reincorporando a Curanilahue dentro de esta nueva estructura territorial. La provincia de Arauco fue restablecida, y Curanilahue se consolidó como parte importante del territorio, con un creciente protagonismo en el área política y económica.
Un cambio significativo ocurrió en el contexto de la regionalización de Chile. El Decreto Ley N.º 1.213 de 1975 reconfiguró las regiones del país, y en su redacción, se sugirió que Curanilahuedebería convertirse en la capital de la provincia de Arauco. Sin embargo, esta medida fue provisional, ya que el artículo primero transitorio del decreto especificaba que Lebu continuaría como capital hasta que se completara la infraestructura necesaria en Curanilahue para asumir dicho rol.
En 1978, la Comisión Nacional de la Reforma Administrativa (CONARA), en su informe final, recomendó mantener a Lebu como capital definitiva de la provincia, por lo que la propuesta de trasladar la capital a Curanilahue fue finalmente desestimada; además en el artículo primero transitorio se dice:

"En provincia de Arauco, en tanto se logre la implementación necesaria para establecer en Curanilahue su capital, antes del año 1981, continuará como capital de dicha provincia la ciudad de Lebu"

## Medio ambiente

### Geomorfología y componentes abióticos

Trazado simplificado de los ecosistemas y cuerpos de agua presentes en la comuna de Curanilahue.

La comuna de Curanilahue se encuentra emplazada en las unidades geomorfológicas de Planicie marina o fluviomarina y Cordillera de la costa, y presenta según la clasificación climática de Köppen los climas clima mediterráneo de lluvia invernal (Csb), clima mediterráneo de lluvia invernal de altura (Csb (h)), clima mediterráneo de lluvia invernal e influencia costera (Csb (i)) y clima mediterráneo frío de lluvia invernal (Csc).Esta además se halla entre las cuencas hidrográficas de Rio Bio-Bio,Rio Carampangue,Costeras Carampangue-Lebu y Rio Lebu.Además, la comuna posee diversos cuerpos de agua, entre los que se destacan el Río Cabrera, Río Carampangue, Río Cifuentes, Río Curanilahue, Río Descabezado, Río Las Animas, Río Los Pinos, Río Nahuelan, Río Negro, Río Ranas, Río Trongol.

### Componentes bióticos
Dentro del territorio de la comuna se pueden hallar los siguientes ecosistemas:
- Bosque caducifolio mediterráneo costero donde predominan Nothofagus obliqua y Gomortega keule (En peligro crítico)
- Bosque caducifolio templado costero donde predominan Nothofagus alpina y Persea lingue (En peligro)
- Bosque mixto mediterráneo-templado costero donde predominan Nothofagus dombeyi y Nothofagus obliqua (En peligro crítico)
- Bosque resinoso templado costero donde predomina Araucaria araucana (Vulnerable)

### Medidas de protección ambiental y conflictos socioambientales
Hasta 2022, la comuna de Curanilahue cuenta con las siguientes zonas que cuentan con algún nivel de protección ambiental:
- AAVC Caramavida (Iniciativa de Conservación Privada)[9]
- AAVC Pitaos De La Isla (Iniciativa de Conservación Privada)[10]
- AAVC Trongol (Iniciativa de Conservación Privada)[11]
- Quebrada Caramávida (Sitios Ley 19.300)[12]

#### Conflictos Socioambientales
La comuna de Curanilahue, al igual que muchas otras en la región del Biobío, ha experimentado tensiones y conflictos socioambientales relacionados con el uso de sus recursos naturales. La extracción de carbón, que ha sido una actividad predominante en la zona desde el siglo XIX, ha generado diversas problemáticas ambientales y sociales. La contaminación por residuos de la minería y la deforestación provocada por la actividad extractiva han afectado tanto a los ecosistemas como a las comunidades locales.[cita requerida]
Además, el crecimiento urbano y la expansión de la infraestructura para apoyar la industria minera y otros sectores han aumentado las presiones sobre los recursos naturales, lo que a menudo ha generado enfrentamientos entre empresas, autoridades y comunidades que buscan equilibrar el desarrollo económico con la conservación del medio ambiente.

## Demografía
Tiene 32.288 habitantes según el censo de 2002.[cita requerida]

## Administración

### Municipalidad

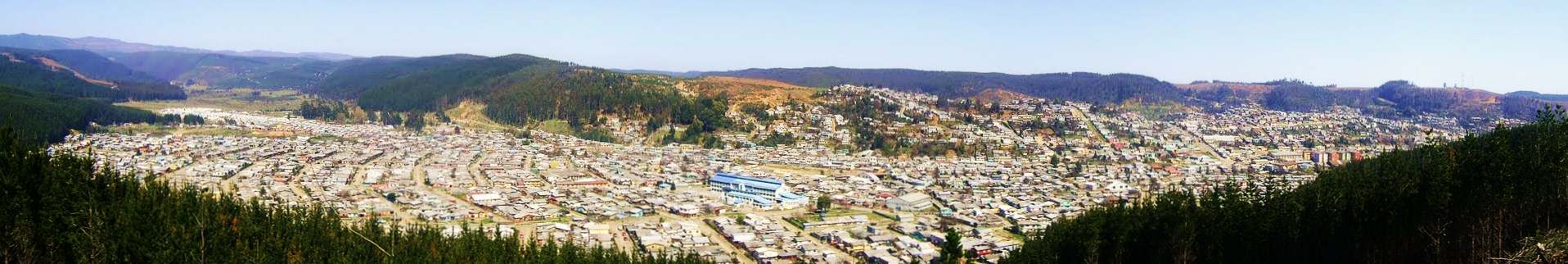
Panorámica de la ciudad de Curanilahue.

El concejo municipal para el periodo 2024-2028 está encabezado por el alcalde Luis Gengnagel Gutiérrez (IND-UDI - Chile Vamos) y compuesto por los siguientes concejales:
- Sofía Contreras Coronado (Renovación Nacional)
- Juan Bautista Fonseca Gutiérrez (Partido por la Democracia)
- Luís Ceballos Benítez (IND-UDI)
- Jorge Ortiz Azócar (Partido Comunista)
- Pedro Arnoldo Cuevas Medina (Renovación Nacional)
- Cristián Rodrigo Medina Leal (Partido Republicano)

#### Historia política municipal
En las elecciones municipales del 24 de octubre de 2024, Alejandra Burgos no logró la reelección. Debido a esta derrota, presentó su renuncia el 15 de noviembre de 2024. Posteriormente, en una sesión extraordinaria del concejo municipal, los concejales eligieron a Álex Calzadilla Velásquez (DC) como alcalde interino, quien asumió el cargo hasta el 5 de diciembre de 2024.
El 26 de noviembre de 2024, tras una sentencia del Tribunal Electoral Regional de la Región del Biobío, Felipe Alonso Sierra Alvarado (PR) presentó su renuncia al cargo de concejal. En su lugar, asumió René Quinteros.[cita requerida]
Finalmente, el 2 de diciembre de 2024, Lorena Vallejos asumió el cargo de concejal en reemplazo de Álex Calzadilla.[cita requerida]

### Representación Parlamentaria
En el ámbito legislativo, Curanilahue forma parte del Distrito 21, cuyo grupo de diputados está compuesto por:
- Flor Weisse (UDI)
- Cristóbal Urruticoechea (RN)
- Karen Medina (PDG)
- Clara Sagardía (Independiente cercana a CS)
- Joanna Pérez (Partido Demócratas)

En cuanto a la Circunscripción Senatorial 10, los senadores que representan a Curanilahue son:
- Gastón Saavedra Chandía (Partido Socialista)
- Enrique Van Rysselberghe Herrera (UDI)
- Sebastián Keitel (EVO)[14]

## Economía
En 2024, la cantidad de empresas registradas en Curanilahue se mantiene en 310, similar a las cifras reportadas en 2018, lo que refleja una estabilidad en la actividad empresarial de la comuna. El Índice de Complejidad Económica (ECI) para este año sigue siendo negativo, con un valor estimado de -0,29, lo que indica una estructura económica relativamente simple, con predominancia de sectores tradicionales como la minería y la silvicultura.
Las actividades económicas con mayor Índice de Ventaja Comparativa Revelada (RCA) en 2024 continúan siendo:
- Extracción y Aglomeración de Carbón de Piedra, Lignito y Turba (RCA: 158,33), lo que refuerza el papel de Curanilahue como un centro relevante para la explotación de carbón en Chile.
- Otras Actividades de Servicios Conexas a la Silvicultura (RCA: 64,19), indicando un fuerte componente de la industria forestal en la economía local.
- Venta al por Mayor de Madera no Trabajada y Productos de Elaboración Primaria (RCA: 30,01), lo que resalta la importancia de la madera en la producción económica y la cadena de valor del sector forestal en la comuna.

Estas actividades, combinadas con la estructura de empresas locales, reflejan el predominio de sectores primarios como la minería y la silvicultura en la economía de Curanilahue, con una especialización en industrias extractivas y forestales.

## Servicios públicos

### Salud

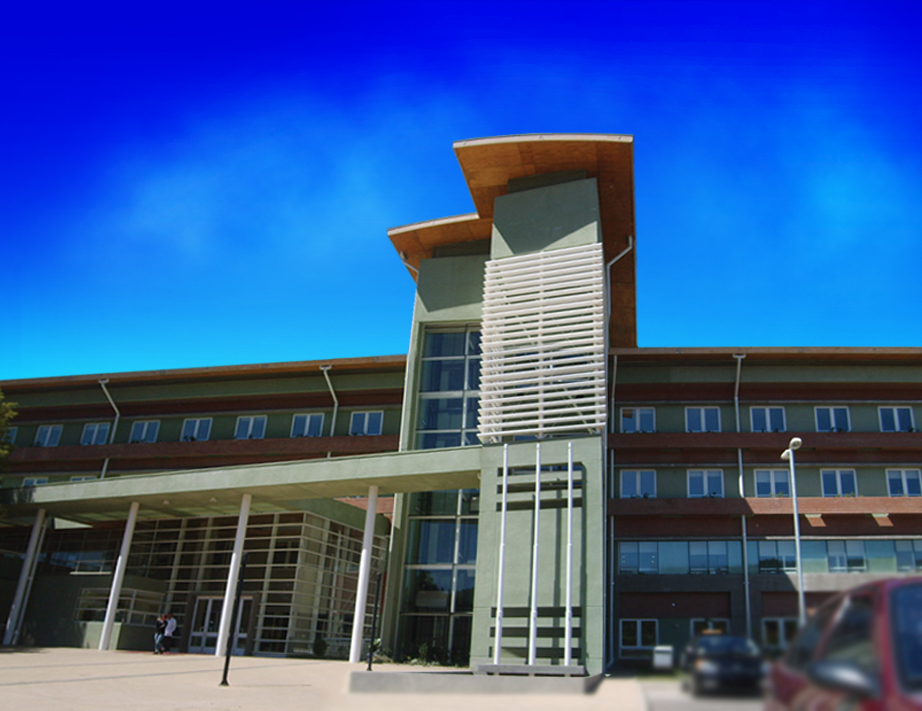
Hospital Provincial de Arauco

En el ámbito de la salud, la comuna de Curanilahue cuenta con dos principales establecimientos de atención médica. El Hospital Provincial Dr. Rafael Avaria Valenzuela, que opera en la comuna desde 1958, es uno de los servicios más importantes de la zona, brindando atención a la población local y a comunas cercanas. Además, el Centro de Salud Familiar Eleuterio Ramírez ofrece atención primaria a los habitantes, complementando los servicios hospitalarios y garantizando la cobertura de salud a los sectores más vulnerables.

### Educación
Curanilahue cuenta con una variedad de centros educativos que atienden a la población desde la educación preescolar hasta la educación media. Entre los establecimientos más relevantes se encuentran la Escuela Ramiro Roa González,  la Escuela Pablo Neruda y el Liceo Polivalente Bicentenario Mariano Latorre destaca por su escuela artística, que promueve el desarrollo de las artes en sus estudiantes. Además, cuenta con una orquesta escolar que ha sido reconocida en la comunidad por su talento y trabajo en conjunto. Este liceo ofrece una formación integral que abarca áreas artísticas, científicas y humanistas, siendo un referente en la comuna.
Además, la comuna cuenta con una extensa red de escuelas públicas y particulares que ofrecen educación básica y preescolar. Algunas de las escuelas más destacadas son:     
- Liceo Polivalente Bicentenario Mariano LatorreEscuela Plegarias
- Escuela Independencia
- Escuela Buena Esperanza
- Escuela Colico Sur
- Escuela Colico Norte
- Escuela Pablo Neruda
- Escuela Trongol Alto
- Escuela Ramiro Roa González
- Escuela Particular Los Confines
- Escuela Cuatro de Octubre
- Escuela San José de Colico
- Escuela Cifuentes Bajo
- Escuela Gabriela Mistral
- Escuela Los Cruceros
- Escuela Bajo Los Ríos
- Escuela de Lenguaje Rayen-Antu
- Escuela Santa Teresa de los Andes

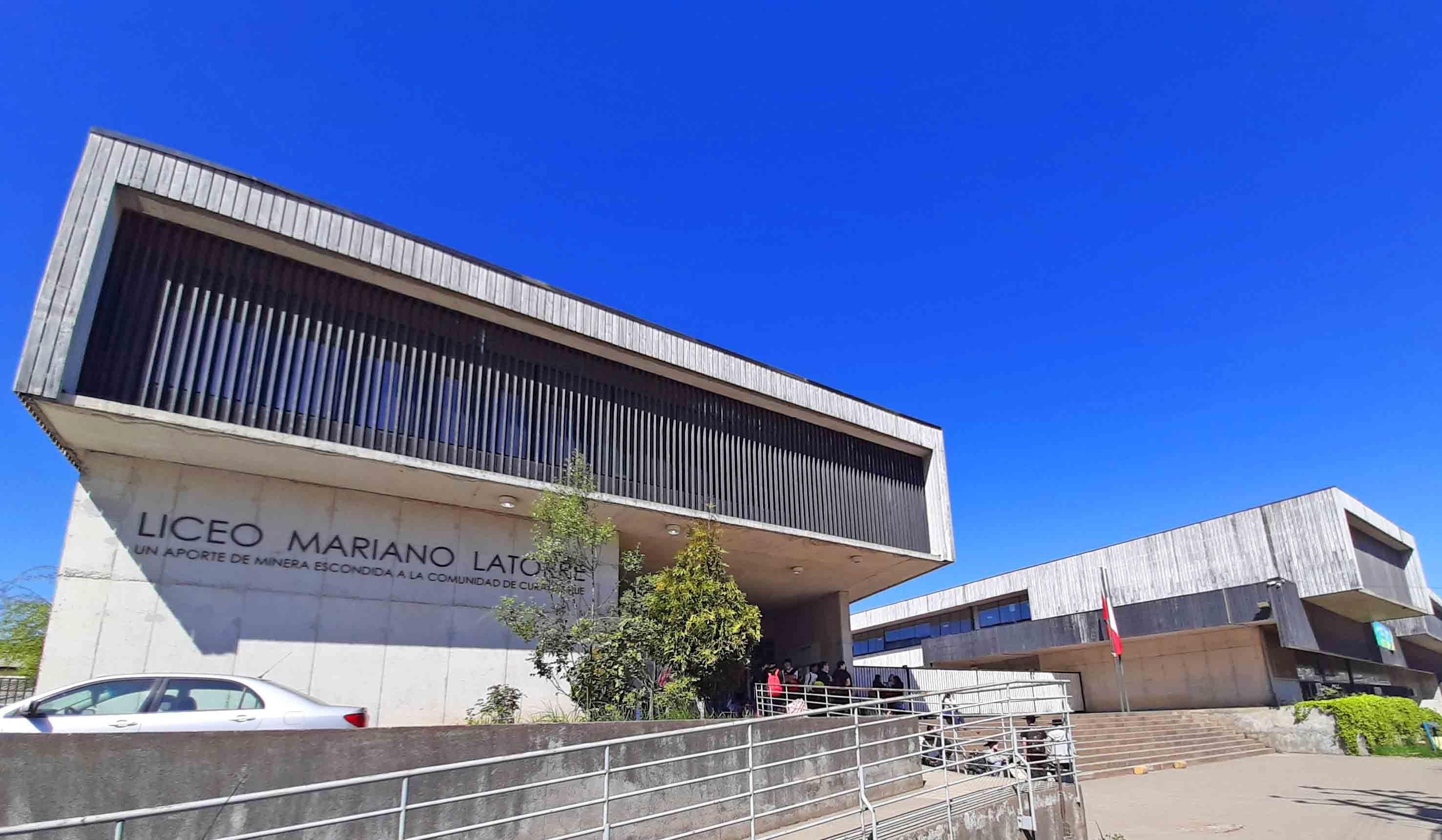
Liceo Polivalente Bicentenario Mariano Latorre

- Escuela Especial de Lenguaje Golden House
- Escuela Especial de Lenguaje Padre Alberto Hurtado
- Colegio Continental

Además de estos centros educativos, la comunidad tiene acceso a instituciones especializadas, como el Liceo Politécnico de Curanilahue, que ofrece formación técnica y politécnica.

### Seguridad pública
En lo que respecta a orden público y seguridad ciudadana, la comuna de Curanilahue cuenta con la 4.ª Comisaría Curanilahue de Carabineros de Chile, que depende de la 19° Prefectura de Arauco. Esta comisaría tiene como principal misión garantizar la seguridad y el orden en la comuna, trabajando estrechamente con la comunidad para prevenir delitos y promover la convivencia pacífica.
Además, la comuna dispone de una sólida infraestructura en bomberos, con tres compañías de bomberos que brindan apoyo en situaciones de emergencia, tales como incendios, rescates y accidentes. Las compañías son esenciales para la seguridad de la población y cuentan con equipos especializados para enfrentar diversas situaciones de riesgo.
En 2023, la Subsecretaría de Prevención del Delito entregó un nuevo vehículo destinado al patrullaje municipal, lo que mejora la capacidad de respuesta ante emergencias y fortalece la seguridad junto a Carabineros, contribuyendo a la prevención del delito.

## Cultura
En Curanilahue, la música es un componente clave de la identidad cultural. Además de la Orquesta Infantil del Bicentenario, que ha destacado a nivel nacional, la comuna es sede de importantes eventos musicales como el Festival de la Canción de Curanilahue, que ha sido un espacio importante para la promoción de talentos locales y nacionales. También resalta el Ballet Folklórico Jacha Huara, reconocido por su música y danza latinoamericana, el cual ha ganado prestigio tanto en Chile.

## Transporte
La ciudad se encuentra a un costado de la ruta 160, y cuenta con servicios de buses interurbanos con destino a Concepción, Arauco, Lebu, Los Álamos y Cañete.
Curanilahue cuenta con una buena conectividad vial, especialmente para quienes se desplazan hacia y desde otras ciudades cercanas. Existen rutas que conectan la ciudad con Concepción, operadas por las empresas Cordilleras y Silpar, lo que facilita el acceso a la capital regional. Para quienes se desplazan hacia Santiago, la comuna tiene servicios de buses proporcionados por empresas como Pullman Tur, Eme Bus e Ivergrama. Además, diversos servicios de transporte interurbano cubren los alrededores de Curanilahue, operados por distintas compañías, lo que mejora aún más la conectividad dentro de la región.
El ramal Concepción-Curanilahue fue un servicio ferroviario que pasaba por la ciudad en la Estación Curanilahue, la cual era la estación final y conectaba con el ramal Los Sauces-Lebu. Un fragmento del ramal actualmente se encuentra activo y fue usado para la Línea 2 del Biotrén en su trayecto septentrional.

## Deportes

### Fútbol
El principal recinto deportivo de la comuna es el Estadio Raúl Erazo. Aunque no existen equipos de la ciudad que participen en el fútbol profesional, la ciudad sí ha estado presente, ya que Lota Schwager jugó dos partidos de local por el Clausura de la Primera B de 2011, debido a la suspensión del Estadio Federico Schwager por parte de la Asociación Nacional de Fútbol Profesional.

### Boxeo
Lugar de nacimiento del campeón interamericano de la FIB en la categoría peso gallo y campeón categoría supermosca de la extinta AUB, Bernardo "Chifeo" Mendoza.

### Ciclismo
Dada su escarpada geografía, Curanilahue se presenta como un paraje idóneo para el desarrollo de estas y sus sub-disciplinas.

## Comunicaciones
Curanilahue cuenta con varias emisoras de radio que son claves para la información y el entretenimiento local. Entre ellas, se destacan Radio Nexo FM 94.9, conocida por su variada programación que incluye noticias, música y espectáculos, así como Radio Nahuelbuta, que en 2021 firmó un convenio con la radio escolar del Liceo Polivalente Bicentenario Mariano Latorre para fortalecer la comunicación radial en la zona. Además, Radio Mariano Latorre, operada por el liceo, transmite programas educativos y musicales tanto en FM como en línea. También fue pionera en la comuna Radio Proyección FM, la primera estación que comenzó a operar el 25 de diciembre de 1979. Tras el fallecimiento de su creador, esta emisora dejó un legado importante en la formación de profesionales locales. En Curanilahue existen varias emisoras de radio, destacando la histórica Radio Proyección FM, que fue la primera en establecerse en la comuna en 1979. Esta estación, originalmente conocida como Radio Experimental A.M., dejó un legado importante en la formación de profesionales en la región antes de dejar de funcionar tras el fallecimiento de su creador
Además de Radio Proyección FM, otras emisoras locales incluyen:
- Radio Misterio (99.3 FM), que ofrece una programación variada, destacando noticias y música pop, además de contenidos informativos.
- Radio El Carbón, que se enfoca en música para adultos y noticias.
- Radio Punto 7 (96.3 FM), especializada en música ranchera y noticias.
- Box FM (100.5 FM), que ofrece música pop y retro.
- La Pelota es Mía, que transmite principalmente programas deportivos.